# Kalász (település)
Kalász (1899-ig Kálaz, szlovákul Klasov) község Szlovákiában, a Nyitrai kerületben, a Nyitrai járásban.

## Fekvése
Nyitrától 14 km-re délkeletre, a Zsitvai-dombság középső részén, a Babindáli patak völgyében fekszik. Fiatalabb harmadkori agyag, homok, kavics alapon löszös és feketeföldek. 1976–1996 között hozzá tartozott Babindál.

## Nevének eredete
Neve a káliz népnévből származik. A káliz törzs a honfoglalókkal együtt érkezett muzulmán népcsoport volt. Nyitra környékén, az Árpád-korban adószedéssel is összefüggésbe hozhatók.

## Jelképei
Legkorábbi ismert pecsétjében a 18. századból egy ekevas és csoroszlya található. Körirata: SIGILLUM KALASIEN. A 19. század végén szöveges pecsétet használtak. A falu mai címere ennek továbbgondolt, beszélő változata: zöld alapon arany ekevas és csoroszlya, illetve zöld kalász.

## Története
Területén hallstatt és vaskori települések nyomait tárták fel.[forrás?]
A mai falut 1156-ban "Qualiz" néven Martirius esztergomi érsek oklevelében említik először. 1232-ben II. András oklevelében "Kalaz" néven szerepel, ebben a települést a zólyomi váruradalomhoz csatolja. 1274-ben Hind határjárásában szerepel. 1290-ben a Hontpázmány nemzetség birtoka. 1298-ban András de Kaluzd fiai szerepelnek az iratokban. Vámjövedelmét főként a Nyitra-Verebély közötti úton haladók illetékei adták, illetve a Gyarmat feletti Bérczen áthaladók is fizettek. 1317-ben Csák Máté familiárisai (Kachu Simon) kirabolták Nyitrát, 1318-ban pedig a nyitrai püspök tiltakozott a kalászi vámnál a bodoki és emőkei jobbágyait ért kár miatt. 1327-ben szerepel ismét. A 14. század második felében a Forgách család lett a birtokosa. 1391-ben egy birtokvita kapcsán szerepel a falu neve, mely a Forgáchok és a Szelepcsényiek között pattant ki és a nyitrai káptalan előtt megegyezéssel zárult. A Forgách család János váradi olvasókanonokkal és Mátyás fivérével Nagykalász határai miatt is pereskedett. 1398. február 19-én Forgách Péter és Miklós nagykalászi jobbágyai (Penthe Mihály, Hohyrph János, Chylle János, Wry Pál, Hazas István, Buda Miklós és János) a kanonok felsőbabindáli erdejét vágták és kastélyát is megtámadták. A felek 1401-ben a nyitrai káptalan előtt békültek ki. A Forgáchok Kiskalászon (Lukateleken) és másutt tett hatalmaskodásokért kárpótolták a másik felet. 1424-ben a vármegye a vámhelyek rendezésénél Kálazt megerősítették ezen szerepében. 1429-ben készült lista a vármegye vámszedő helyeiről, ekkor is Forgách birtok volt.
1461-ben a Kemecsei család kapta Felsőbabindált adományba, de nem sikerült megszerezniük. 1494-ben kiskálazi nemesek szerepelnek tanúként.
A 16. századtól több török támadást kellett elszenvednie, 1572-ben felégették, egy ideig a nyitrai náhije részeként a töröknek fizetett adót. Ekkoriban a Bacskády család is birtokos volt Kiskalászon. Később a Paluska család szerezte meg a falut, majd a 18. század végén Weisz József báró vásárolt itt birtokot. 1624-ben egy öreg embert raboltak el, egy másikat pedig levágtak a törökök.
Vályi András szerint: "KALÁSZ. Magyar falu Nyitra Várm. földes Urai több Uraságok, lakosai katolikusok, fekszik Gímeshez nem meszsze, mellyhez földgye hasonlító, Verebélynek filiája, határja középszerű."
Fényes Elek 1851-ben kiadott geográfiai szótárában: "Kalász, Nyitra m. vegyes tót-magyar falu, ut. p. Verebélyen felül a Zsitva mellett: 449 kath., 5 zsidó lak. F. u. többen." Archiválva 2007. szeptember 27-i dátummal a Wayback Machine-ben
Nyitra vármegye monográfiája szerint: "Kálaz, a nyitra-verebélyi országút mentén, Barsmegye határán, magas dombon fekvő magyar község 834 r. kath. vallású lakossal, kik közt 596 magyar, 38 német, 200 tót. Posta-, táviró- és vasúti állomása Verebély. E községről már 1232-ből van feljegyzés, amikor "Kaluz" volt a neve. Kath. temploma 1750-ben épült és kőfallal van körülvéve. Kegyura br. Weisz Pál, kinek itt szép kastélya, parkja és mintagazdasága van. A kastélyt a jelenlegi tulajdonos 1866-ban építtette. Belseje kiváló izléssel és kényelemmel van berendezve. Földszinti helyiségei arabs modorban vannak diszítve és a berendezés nemcsak stilszerű, hanem legnagyobbrészt antik, értékes arab és perzsa darabokból áll. Itt van elhelyezve a tulajdonos gazdag és értékes magángyüjteménye, mely körülbelül 1000 darabra rúg; ezek közt számos becses arabs, perzsa és egyiptomi antik edény, római régiség, értékes gemma- és scarabeus-gyüjtemény, régi aranydíszek, kő- és bronzkori tárgyak, érmek stb. Nagy műértékkel bír a különféle lakóhelyiségekben elhelyezett gazdag képgyüjtemény, mely mintegy 100 darabból áll, köztük számos festmény a XV. századból Rafael és Correggio iskolájából, Cranach Lukács és más mesterektől. Földesura báró Palusha volt. Jelenleg báró Weisz Pálon kívül még Szlávy Józsefnek és a Klobusiczky családnak van itt birtoka."
1836-ban iskola épült a faluban, tanítója Sántrok Kamill lett. 1852. szeptember 9-én Ferenc József ellátogatott Nyitrára. A vármegye hivatalnokai már Kalásznál üdvözölték az uralkodót. Hídjának terve 1855-ből maradt fenn. 1865-ben kolerajárvány, 1879-ben tűzvész  pusztított. 1884-ben Simor János érsek 100 forintot adományozott az iskolára. A 19. század végén Weisz Pál, Klobusiczky János, Szlávy József, Wild Mór, valamint Weiner Hermann és Ladányi Mihály rendelkezett nagyobb birtokokkal a községben. 1903-ban tűzvész pusztította el a falu 66 házát. A trianoni békeszerződésig Nyitra vármegye Nyitrai járásához tartozott.
Az első bécsi döntés következtében a honvédség csak a kijelölt katonai határvonalig szállta meg a visszacsatolt területeket. 1938 november elején itt is megalakult a Magyar Nemzeti Tanács. Nyitra és Pozsony megyében Alsójattó, Kalász, Nagycétény, Nagyhind és Vága a magyar-csehszlovák határmegállapító bizottság megegyezése következtében kerültek vissza. 1940-ben a község a visszacsatolás évfordulóját ünnepelte, mely során felavatták az országzászlót. 1945 márciusában a Verebélyt védő erők heves harcok után Kalász irányába vonultak vissza a szovjetek elől.
1946-ban a faluból is többeket kitelepítésre jelöltek a lakosságcsere egyezmény keretén belül. Az iskola magyar tagozata 1984-ben szűnt meg. Az 1990-es évek közepén iskolabuszt működtettek a nagycétényi magyar iskolába.
A szlovák nyelvrendőrség 2010 áprilisában vizsgálatot kezdeményezett a helyi Csemadok szervezet színjátszókörének meghívója miatt.

## Népessége
| Év:            | 1994. | 2004.    | 2014.   | 2024.   |
| -------------- | ----- | -------- | ------- | ------- |
| Emberek száma: | 1919  | 1214     | 1318    | 1428    |
| Eltérés:       |       | -36,73 % | +8,56 % | +8,34 % |

| Év:            | 2023. | 2024.   |
| -------------- | ----- | ------- |
| Emberek száma: | 1429  | 1428    |
| Eltérés:       |       | -0,06 % |

1880-ban 707 lakosából 476 magyar és 183 szlovák anyanyelvű.
1890-ben 834 lakosából 596 magyar és 200 szlovák anyanyelvű volt.
1900-ban 850 lakosából 638 magyar és 198 szlovák anyanyelvű.
1910-ben 807 lakosából 680 magyar, 118 szlovák, 9 német anyanyelvű lakta.
1921-ben 813 lakosa volt, ebből 606 (74,5%) magyar, 176 (21,6%) szlovák.
1930-ban 942 lakosából 637 magyar és 194 csehszlovák volt.
1941-ben 1025 lakosából 907 magyar és 33 csehszlovák.
1970-ben 1331 lakosából 761 magyar és 563 szlovák volt.
1980-ban 1907 lakosából 904 magyar és 976 szlovák volt.
1991-ben Babindállal együtt, 1747 lakosából 955 (54,67%) magyar és 766 szlovák.
2001-ben 1259 lakosából 543 (43,13%) magyar és 698 szlovák volt.
2011-ben 1241 lakosából 747 szlovák és 421 magyar volt.
2021-ben 1426 lakosából 966 (+46) szlovák, 330 (+20) magyar, 26 egyéb és 104 ismeretlen nemzetiségű volt.

## Néprajza
Kalászon folklórcsoport és az Új Hajtás színjátszócsoport működik.

## Nevezetességei

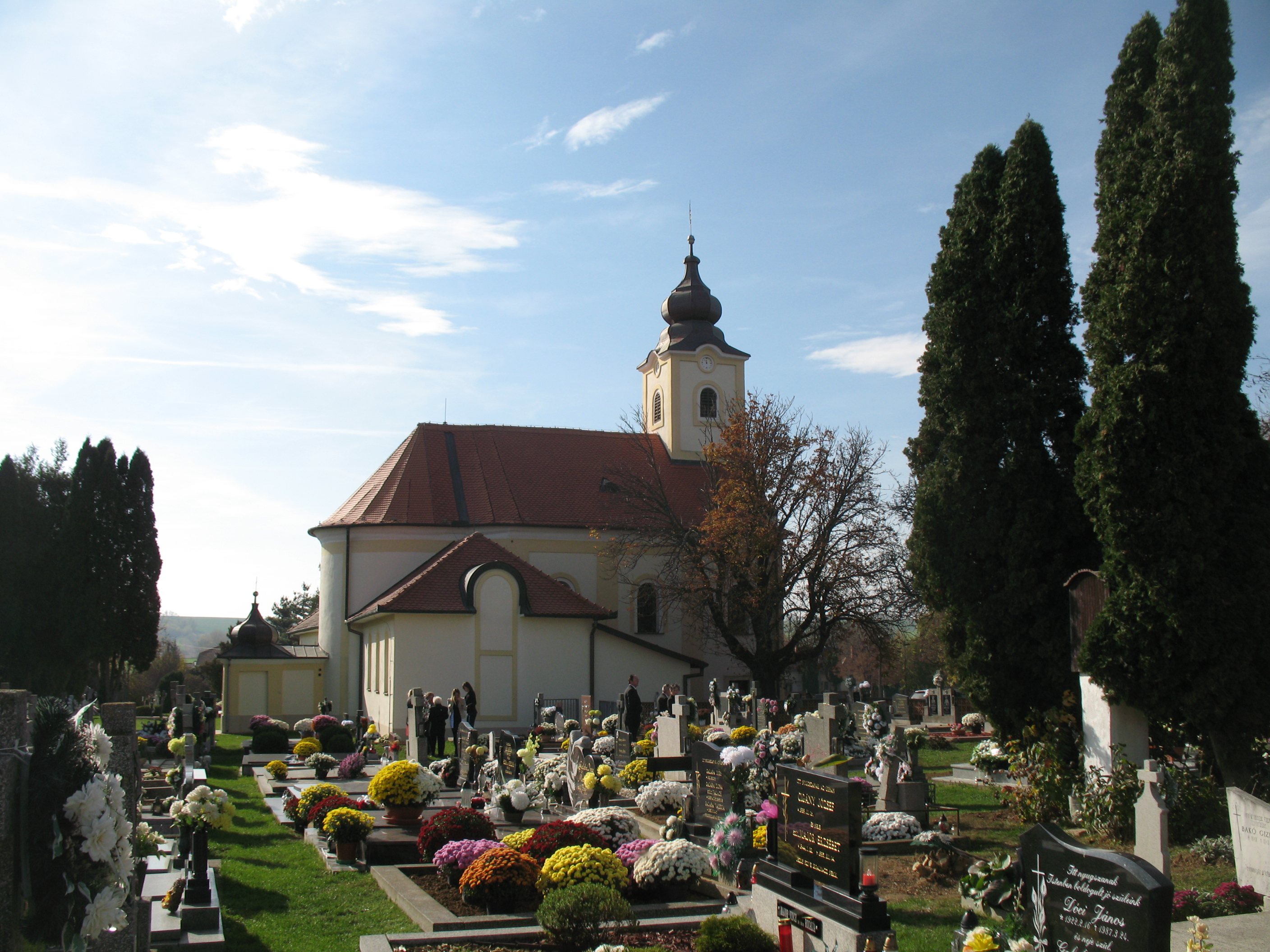
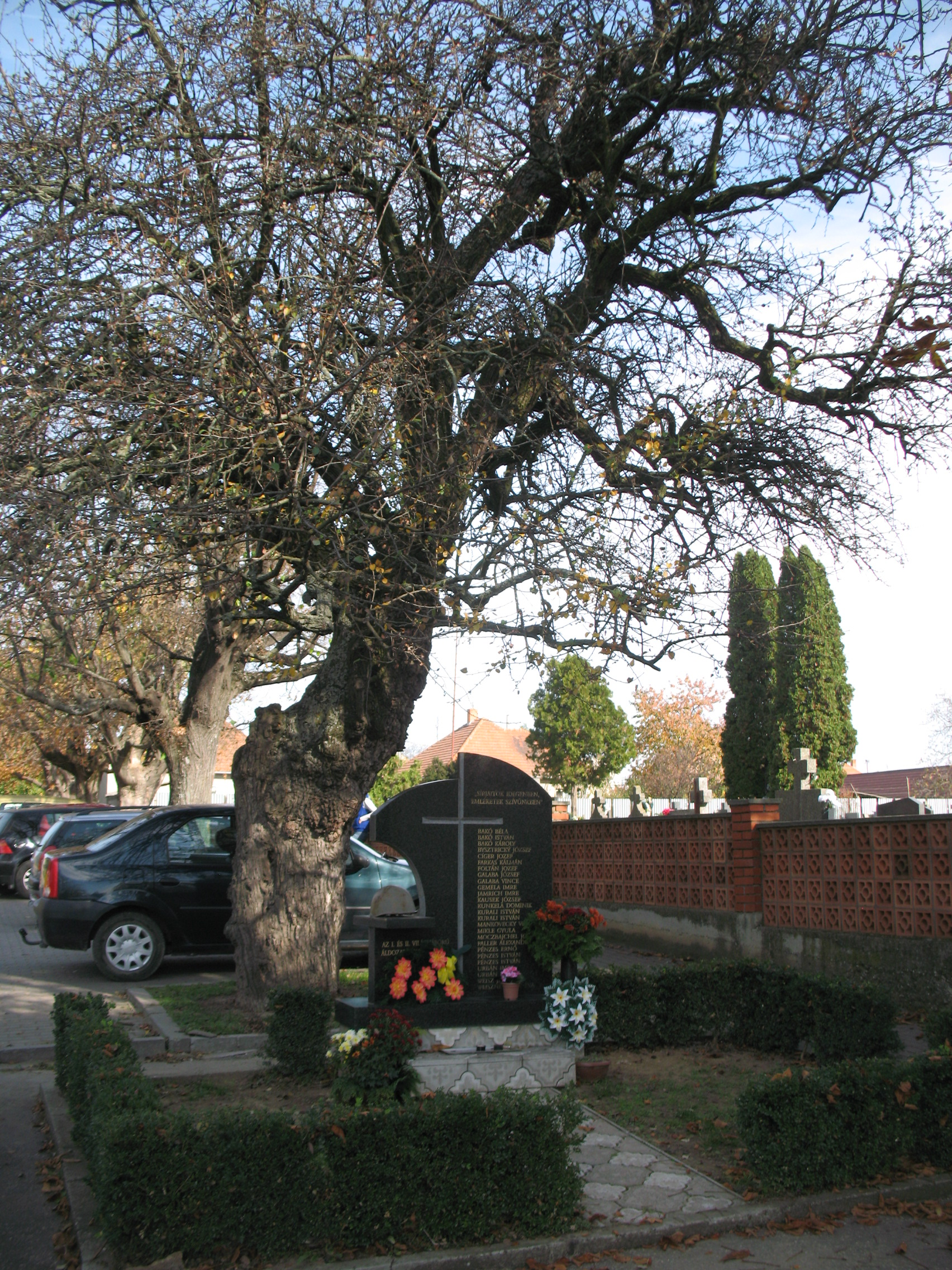
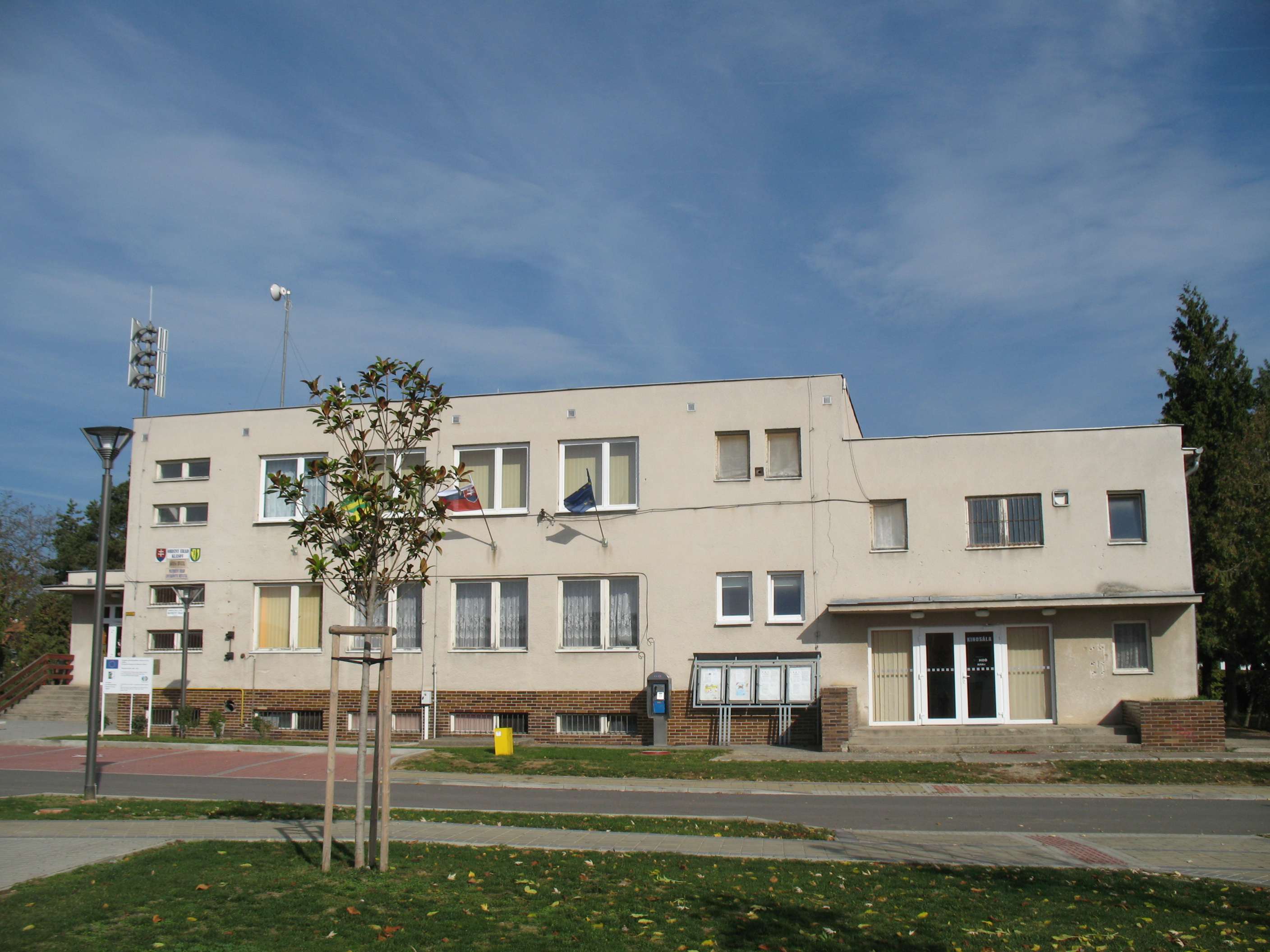
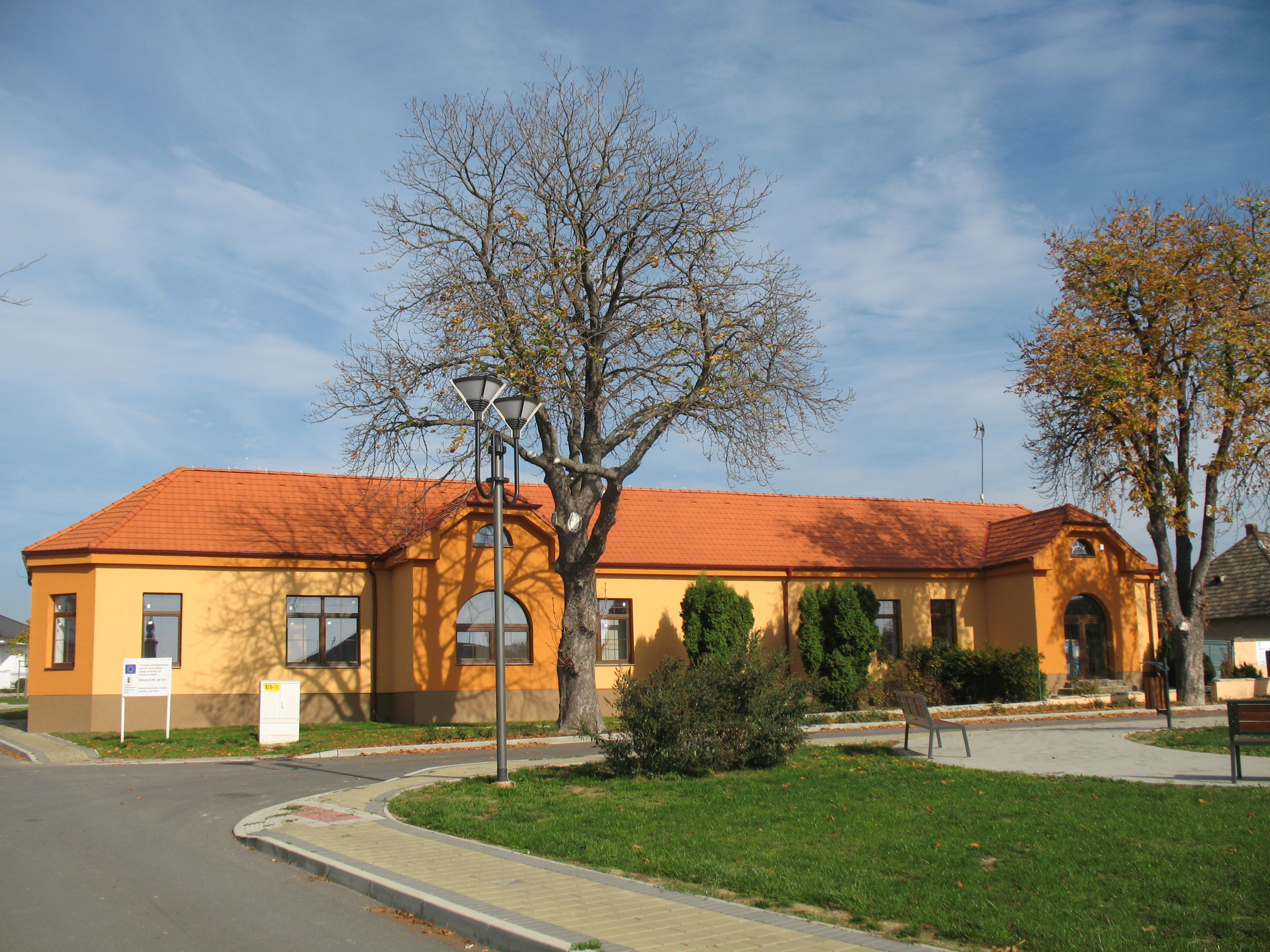
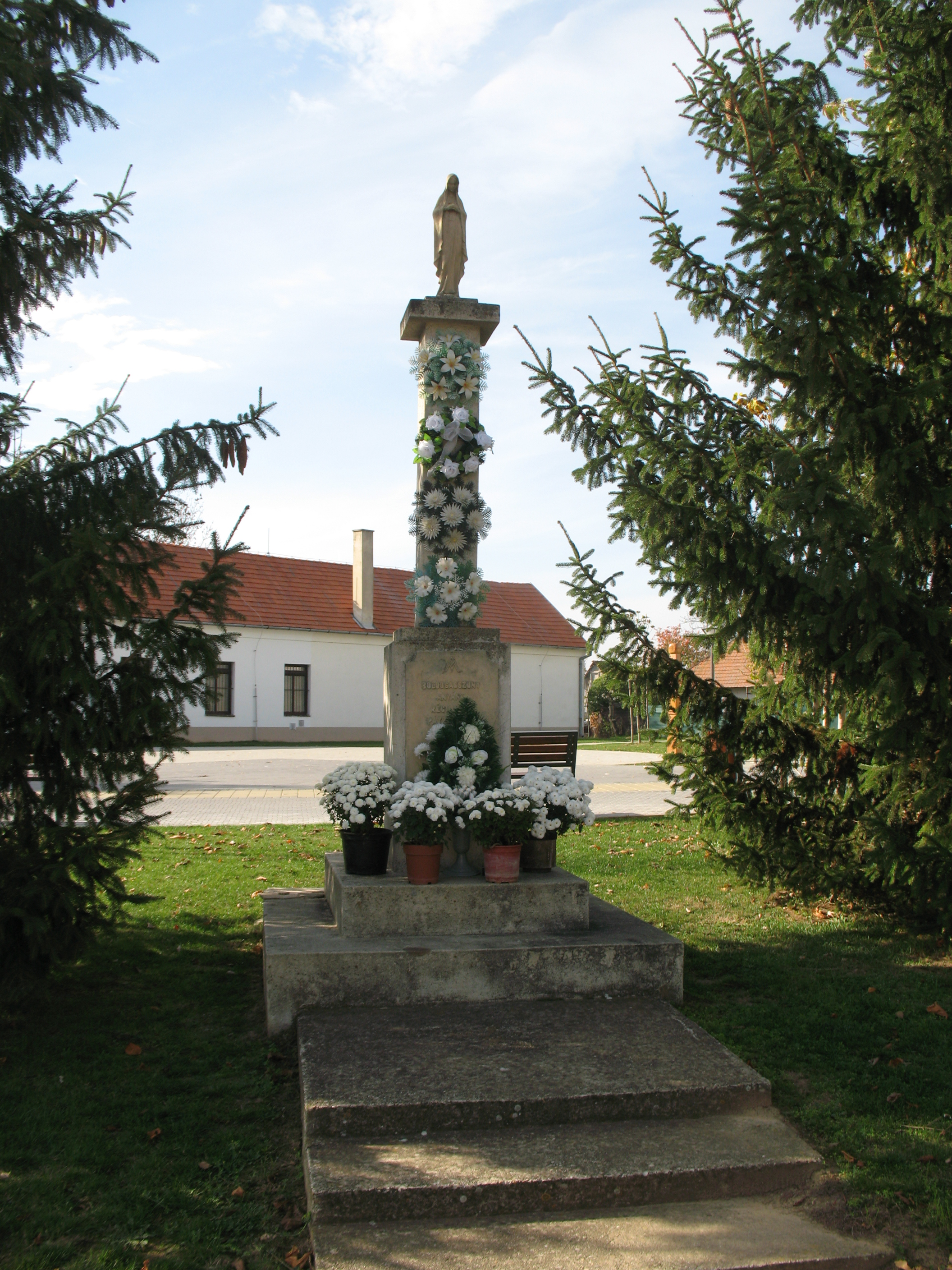
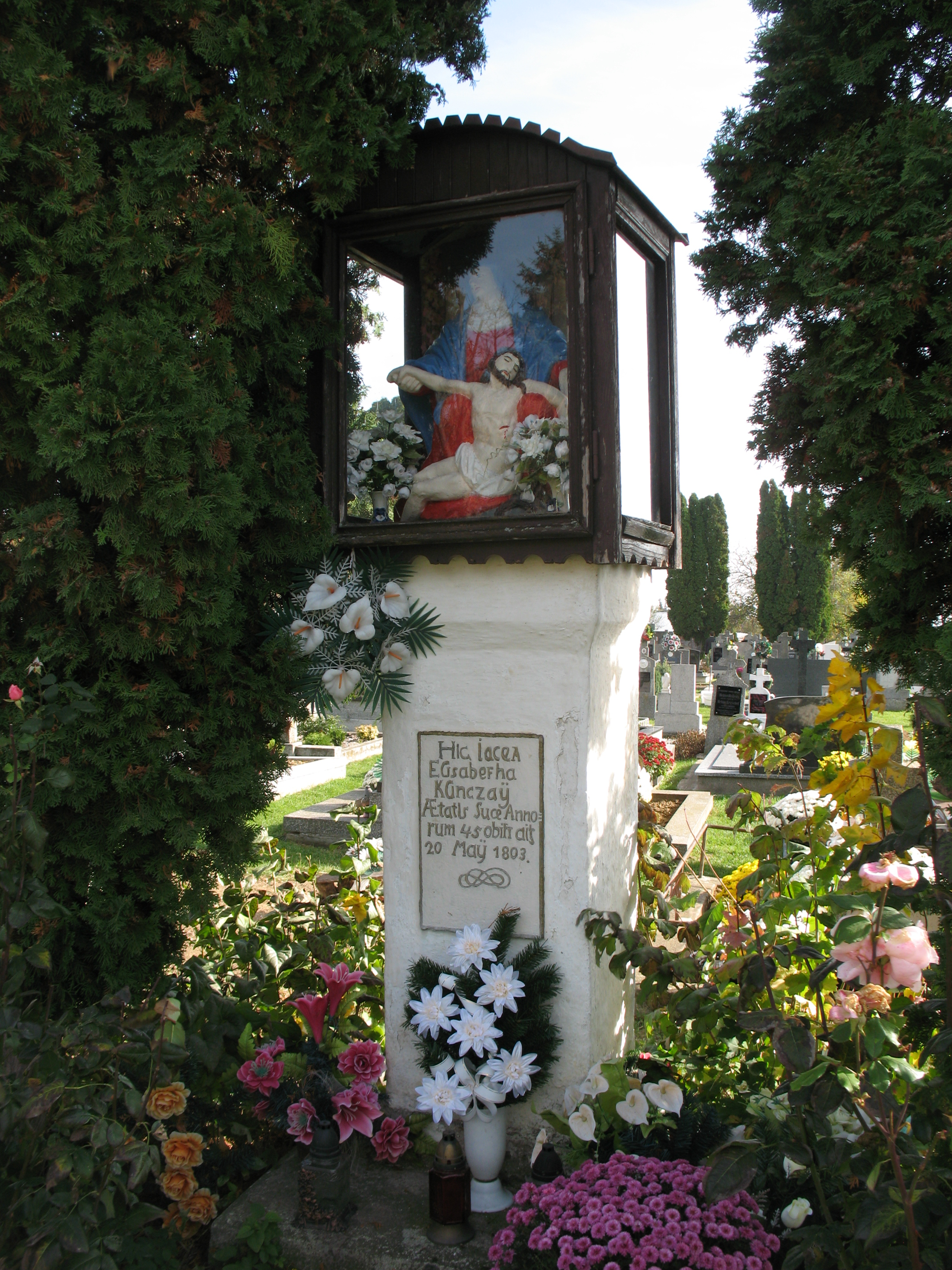
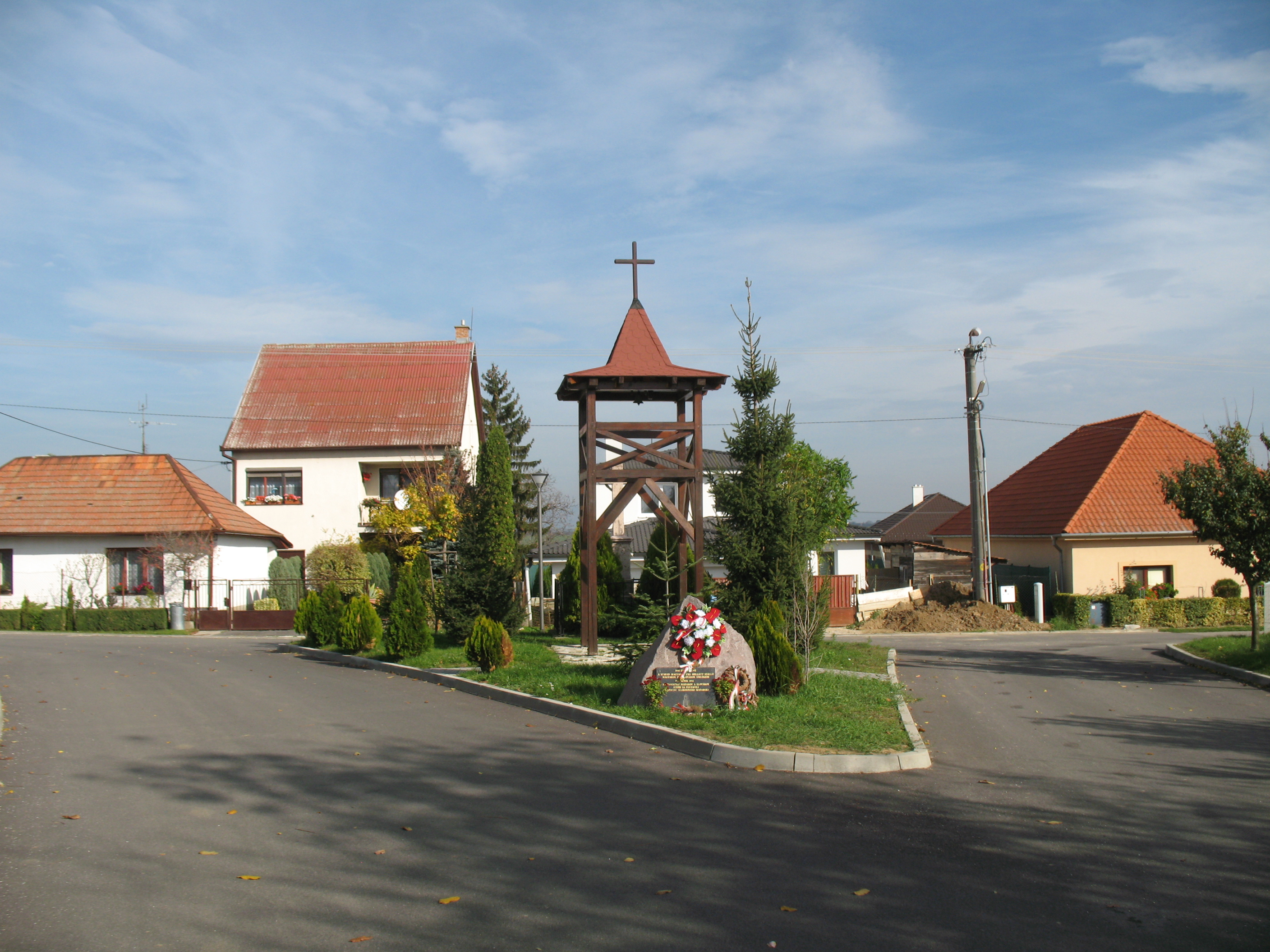
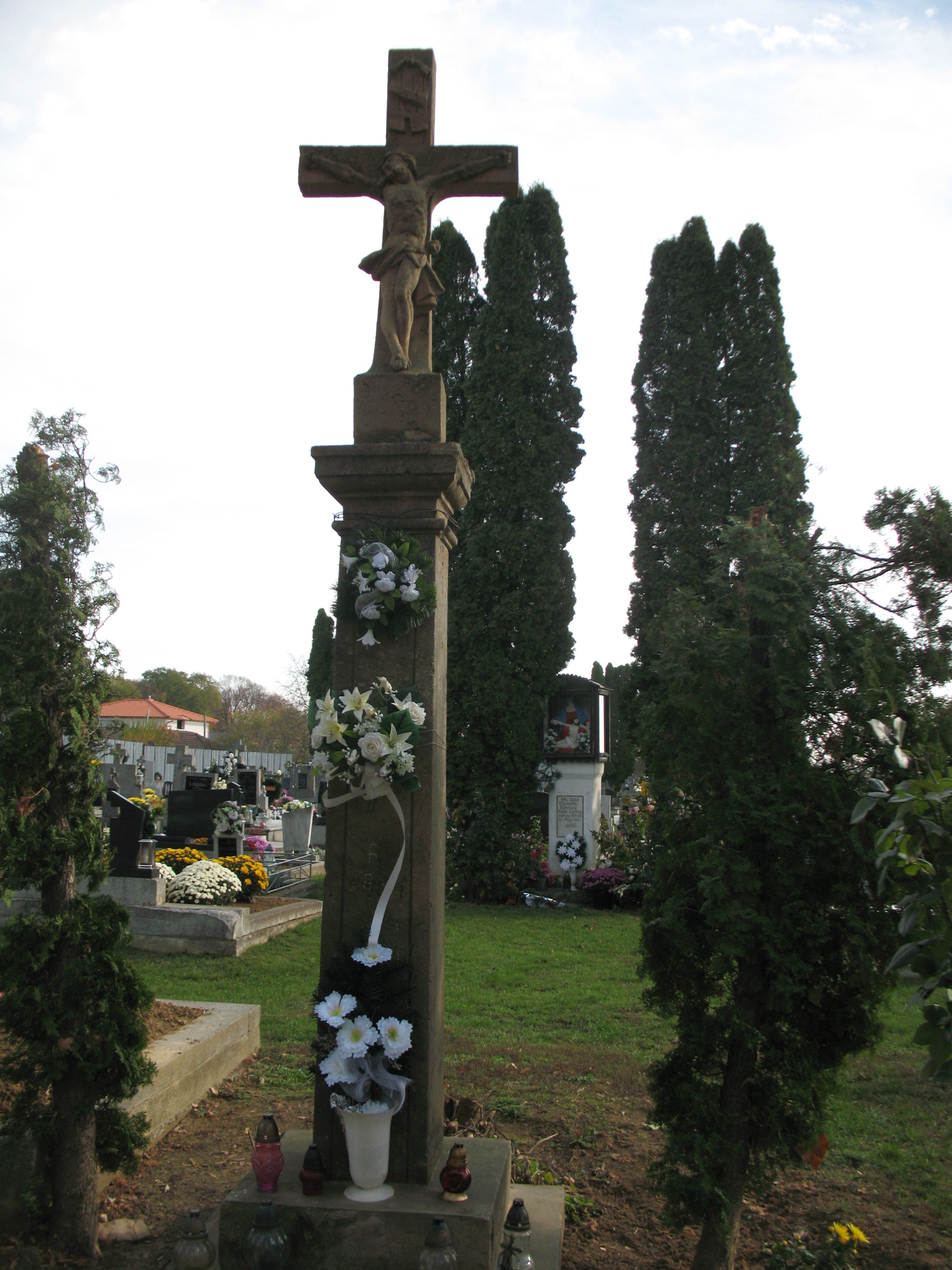
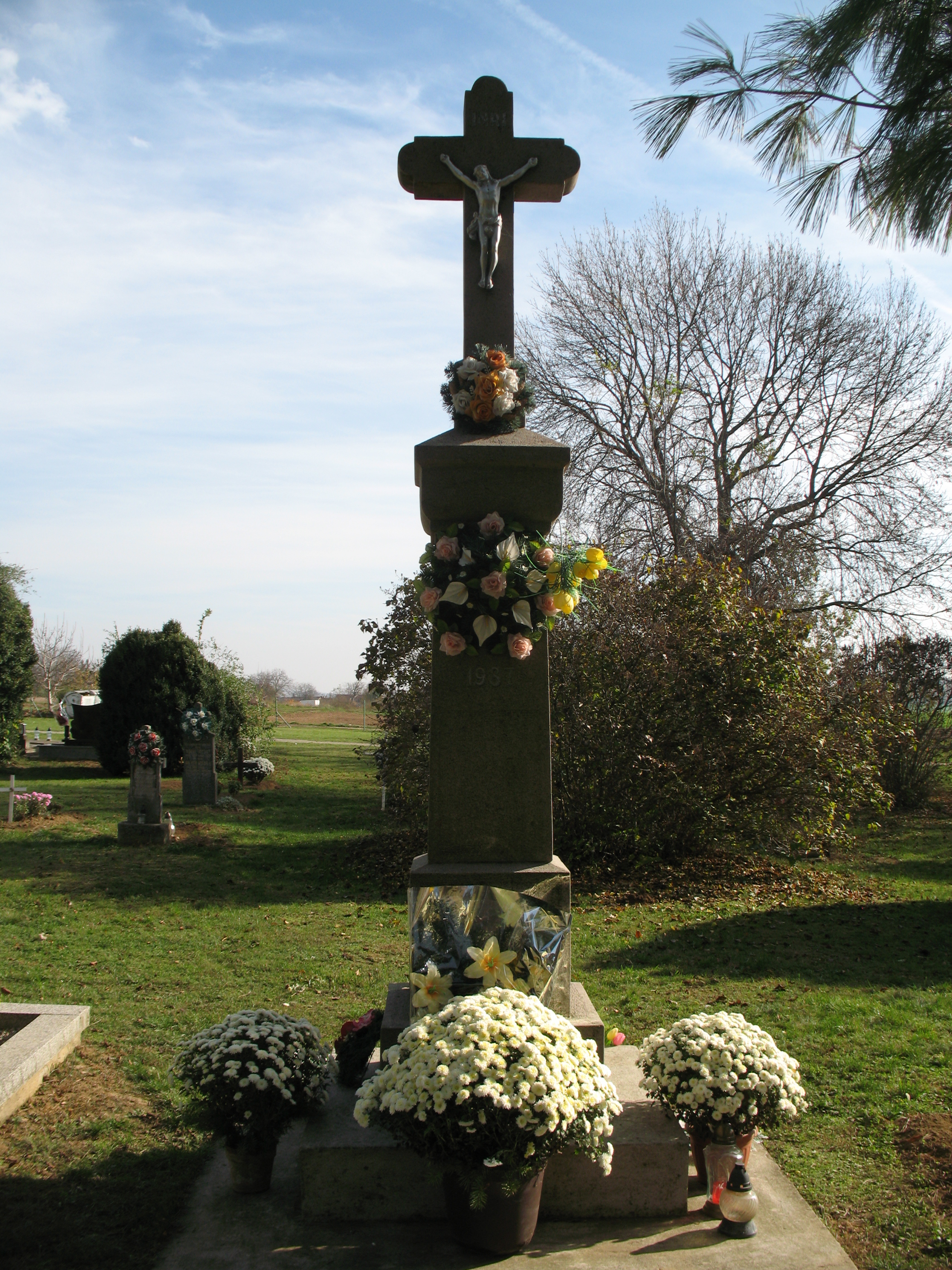
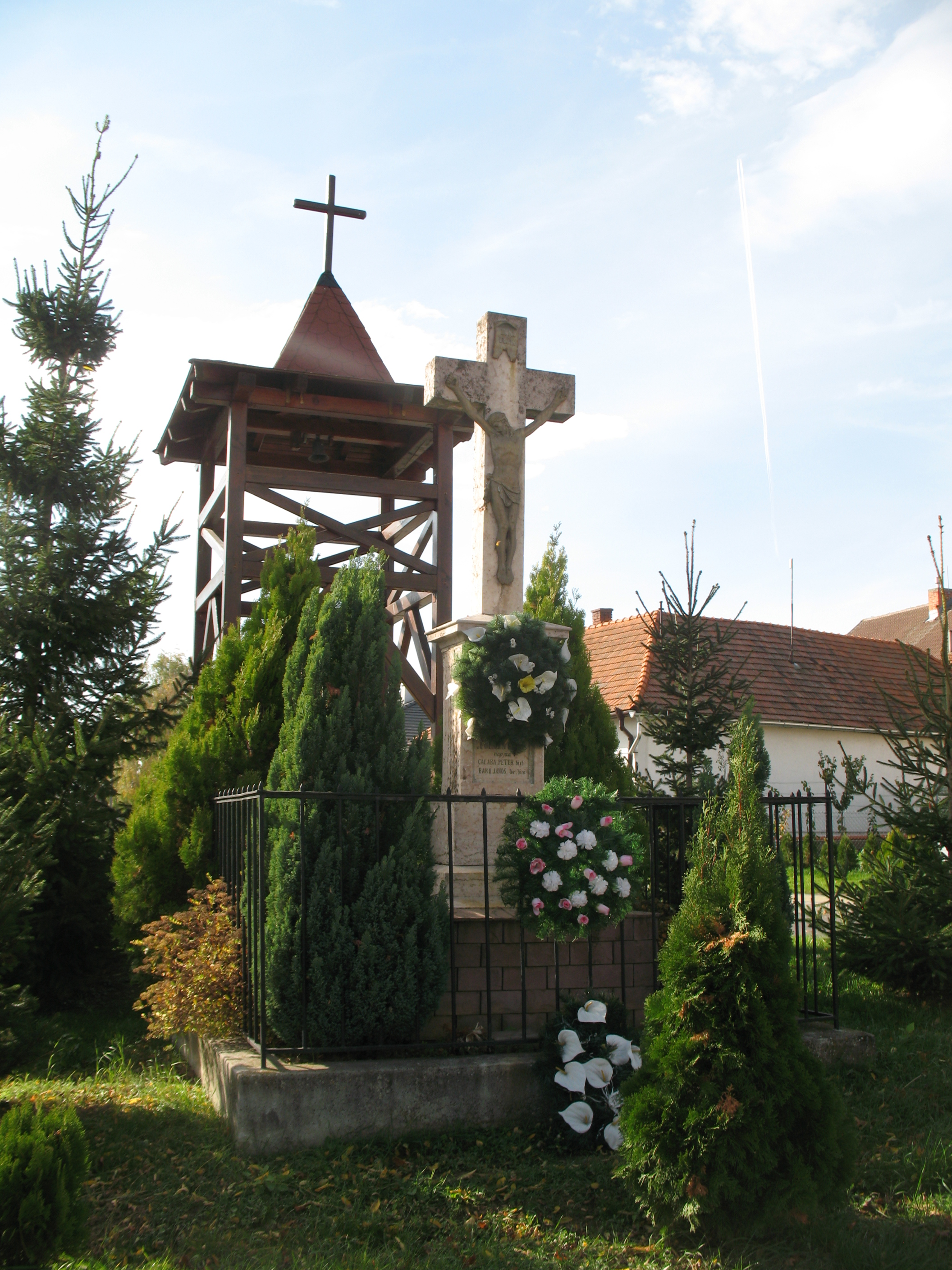
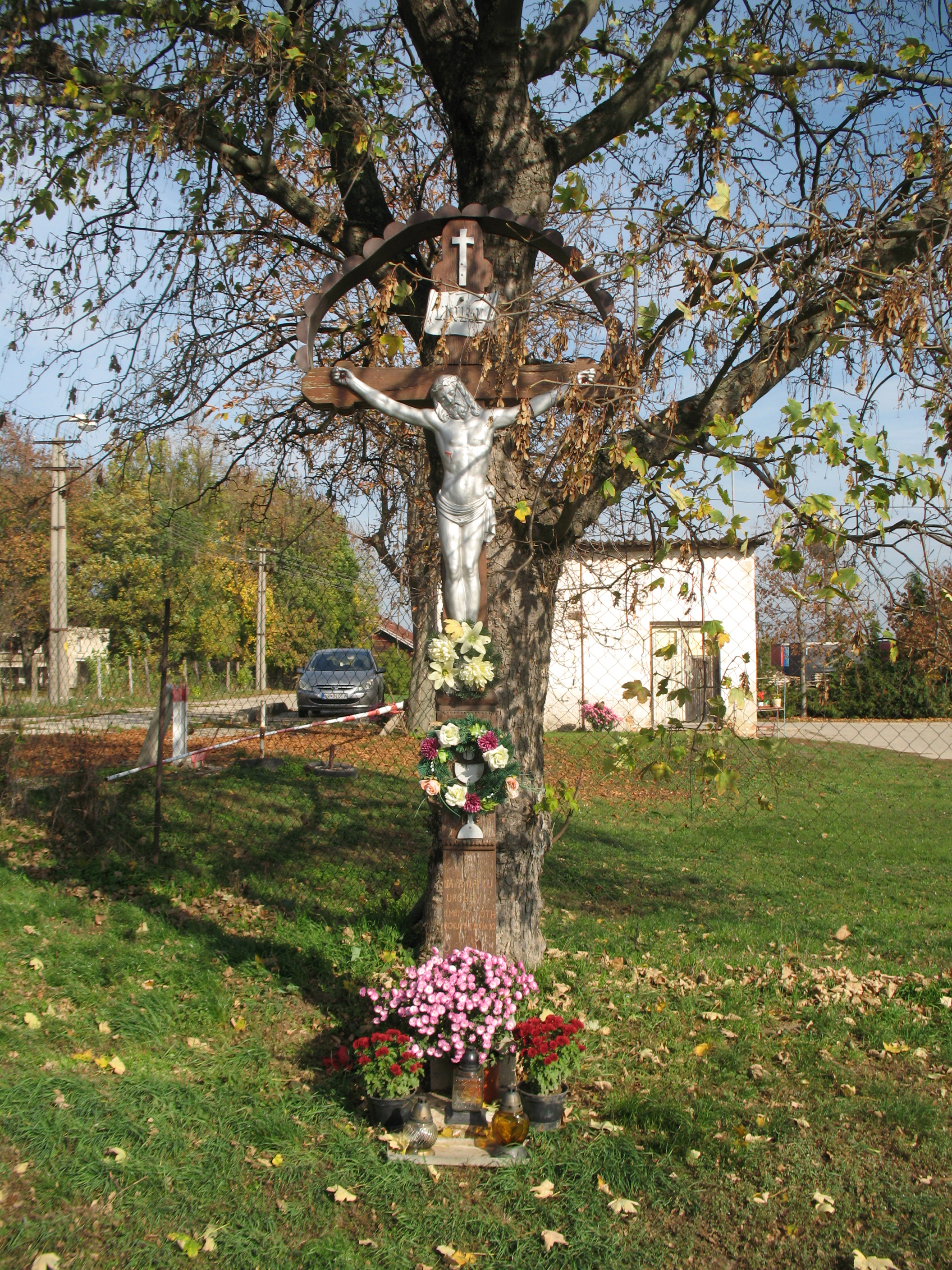
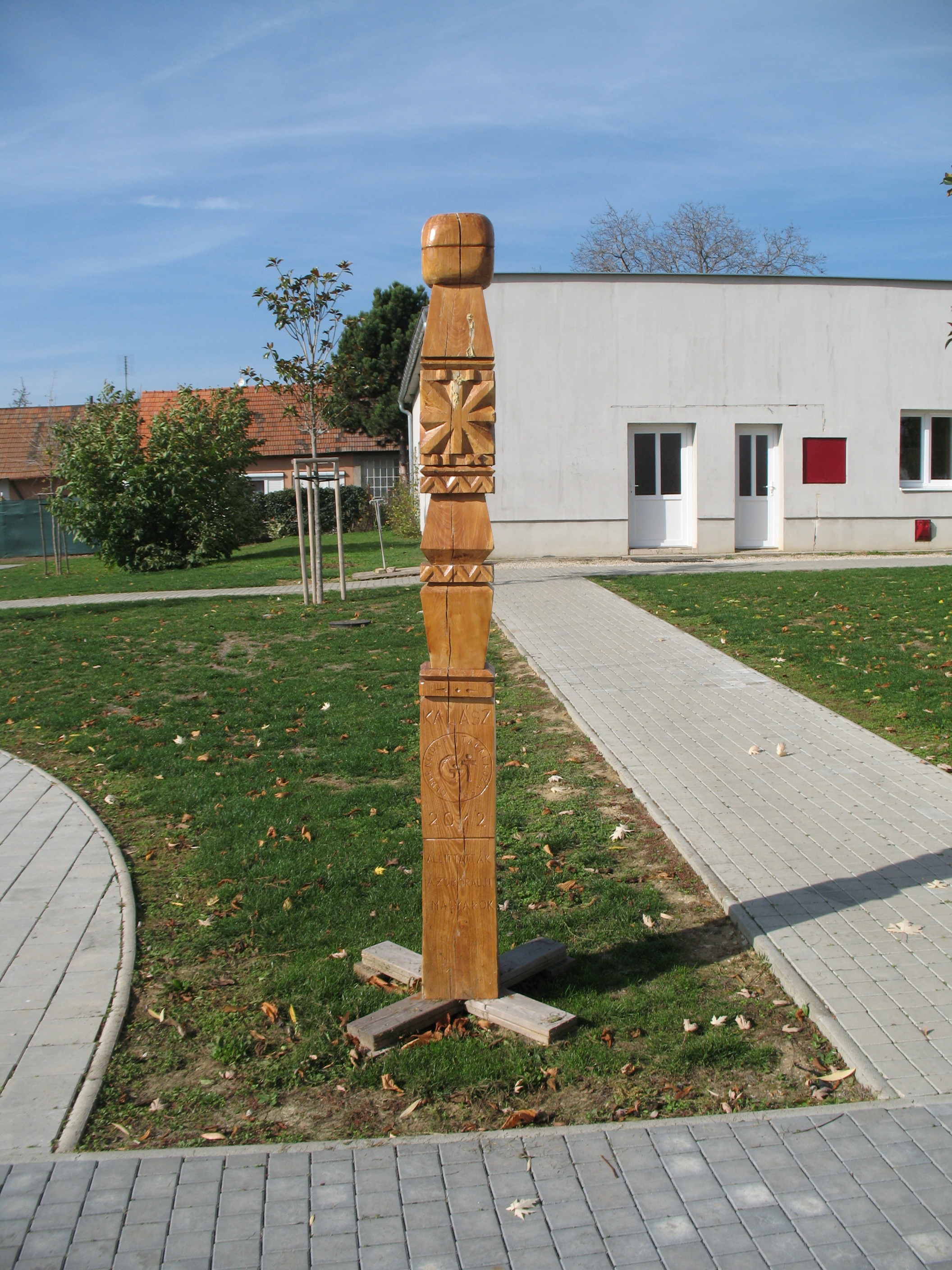

- Szűz Mária Mennybevitele tiszteletére szentelt, barokk stílusú, római katolikus temploma 1750-ben épült. 1828-ban klasszicista stílusban építették át. Egykor kőfal is övezte, melyet a 20. században bontottak el. A nagyszombati országút térképein többször jelölték a templom helyét.[34]
- A Weiss-kúriát a 18. és 19. század fordulóján Weisz József építtette klasszicista stílusban.
- A parkban álló neogótikus kastélyt 1866-ban Weisz Pál építtette. 1945-ben az épületet kifosztották, értékes műtárgyakból álló gyűjteménye tönkrement, elkallódott. Előbb nyugdíjas otthon volt, ma gyermekotthon működik benne.
- A verebélyi országút mellett álló kápolna a 19. században készült.
- Az egykori Wild-kúria a 19. század második felében épült, ma a községi önkormányzat működik benne.
- Az egykori iskolaépülete 1822-ben készült.
- Falumúzeuma 1970-ben létesült.
- A községben a magyar népi építészet számos szép példája látható.